# General Pacheco
General Pacheco är en ort i Argentina.   Den ligger i provinsen Buenos Aires, i den centrala delen av landet, 30 km nordväst om huvudstaden Buenos Aires. General Pacheco ligger 6 meter över havet och antalet invånare är 43 287.
Terrängen runt General Pacheco är mycket platt. Runt General Pacheco är det tätbefolkat, med 570 invånare per kvadratkilometer.. Närmaste större samhälle är Grand Bourg, 8,7 km väster om General Pacheco.
Runt General Pacheco är det i huvudsak tätbebyggt.